# Alle meine Töchter
Alle meine Töchter ist eine deutsche Fernsehserie, die von der neuen deutschen Filmgesellschaft produziert und im ZDF ausgestrahlt wurde.

## Inhalt
Der verwitwete Richter Berthold Sanwaldt lebt mit seinen drei Töchtern, Anna, Sylvie und Nesthäkchen Patty, in einer Münchner Villa. Nach der Hochzeit von Bertholds Schwägerin Mathilde bewirbt sich die soeben aus der Haft entlassene Margot als Haushälterin. Sie saß 15 Jahre wegen Doppelmordes im Gefängnis, beteuert aber ihre Unschuld. Berthold, damals Beisitzer in der Verhandlung, glaubt ihr als Einziger. Die beiden verlieben sich und heiraten Ende der 1. Staffel. Die weiteren Staffeln sind geprägt von den Liebesirrungen und Wirrungen von Bertholds Töchtern.

## Hintergrund
- Von 1994 bis 1999 wurden in München und Umgebung sechs Staffeln mit jeweils 12–13 Folgen gedreht. Die Erstausstrahlung erfolgte in drei Blöcken zwischen November 1995 und Juli 2001.
- Die Rolle der Patricia Sanwaldt wurde anfänglich von den Zwillingen Floriane und Fritzi Eichhorn gemeinsam verkörpert. Ab der 5. Staffel (Produktionsbeginn Mai 1998) übernahm Fritzi die Rolle allein.
- Im Pilotfilm trifft Berthold in der Stadt auf seinen alten Bekannten Vinzenz (Walter Buschhoff). Dieser ist einer der damaligen Hauptcharaktere der Serie Forsthaus Falkenau, in der Jutta Speidel bis Folge 77 (Ausstrahlung eine Woche vor dem Pilotfilm) mitgespielt hatte.
- Katerina Jacob heiratet in der Serie Holger Schwiers, der im wirklichen Leben ihr Onkel ist.
- Hans Stetter und Monika Lundi spielten in der Serie Roman Rottmann und Ingrid und waren im wahren Leben verheiratet.

## Kritiken
„Standard-Familienserie mit Standard-Familienserienfiguren und Standard-Familienseriengeschichten.“